# Sicista kluchorica
Sicista kluchorica är en däggdjursart som beskrevs av Sokolov, Kovalskaya och Marina I. Baskevich 1980. Sicista kluchorica ingår i släktet buskmöss, och familjen hoppmöss. IUCN kategoriserar arten globalt som nära hotad. Inga underarter finns listade i Catalogue of Life.
Arten förekommer i Kaukasus i Georgien och Ryssland. Den lever i regioner som ligger minst 2100 meter över havet. Habitatet utgörs av bergsskogar, bergsängar och klippiga områden.
Denna buskmus är främst aktiv under skymningen och gryningen. Den håller vinterdvala under den kalla årstiden. Honor har en kull per år.
Sicista kluchorica når en kroppslängd (huvud och bål) av 6,1 till 7,0 cm, en svanslängd av 8,6 till 10,8 cm och en vikt av 5,9 till 8,6 g. Den har 1,6 till 2,2 cm långa bakfötter och 0,8 till 1,1 cm stora öron. Håren på ovansidan är gulbruna till gulgråa med inslag av rött och på grund av några inblandade hår med svarta spetsar är pälsfärgen spräcklig. De svarta spetsarna saknas på nedre delen av bålens sidor samt på kinderna. På undersidan förekommer ljusgrå päls. Svansens undersida är tydlig ljusare jämförd med ovansidan.
Låga växter i utbredningsområdet förutom gräs är örter som palsternackor och småkörvlar. Exemplar i fångenskap matades framgångsrik med frukter, frön och ryggradslösa djur. Efter parningen lever de vuxna djuren ensam.